# Chiesa di Santa Maria di Gesù (Tusa)
La chiesa di Santa Maria di Gesù è un ex edificio di culto che si trova a Tusa.

## Storia e descrizione
La chiesa si trova proprio all'ingresso del paese e fu ultimata nel 1545. L'edificio è ad unica navata, coperta con volta a botte lunettata. Il vicino convento dei frati minori conventuali fu voluto dal marchese di Geraci nel 1561. Il convento e la chiesa furono chiusi con bolla papale di Innocenzo X nel 1664, ma furono riaperti nel 1671 su petizione popolare e di nuovo chiusi nel 1806 per scarso numero dei frati.
Nel 1874, passato al demanio, il convento venne trasformato in ospedale e la chiesa venne chiusa nel 1882.